# Gush Shalom
Gush Shalom (hebreiska גוש שלום - Fredsblocket) är en radikal israelisk fredsrörelse grundad 1993 av Uri Avnery, journalist och tidigare medlem av Knesset.

## Bakgrund
Rörelsen är en fortsättning på den judisk-arabiska kommittén mot utvisningar, som protesterade mot utvisning utan rättegång av 415 palestinska islamistiska aktivister till Libanon i december 1992. Man protesterade i ett tält framför premiärministerns kontor i Jerusalem i två månader - tills regeringen samtyckt till att låta flyktingarna återvända. Medlemmar beslutade då att fortsätta som en allmän fredsrörelse med ett program som starkt motsatte sig ockupationen och förespråkade skapandet av ett självständigt Palestina sida vid sida med Israel, enligt 1967 år gränser (Den gröna linjen) och med ett odelat Jerusalem som huvudstad för båda staterna. 
Gush Shalom är längre tillbaka en efterföljare till det israeliska Rådet för israelisk-palestinsk fred (Israeli Council for Israeli-Palestinian Peace, ICIPP) som grundades 1975. Bland ICIPP:s grundare ingick bland andra generalmajor Mattityahu Peled, som var ledamot av Israeliska försvarsmakten (IDF) generalstab under sexdagarskriget 1967, Ya'akov Arnon, en ekonom som ledde den sionistiska federationen i Holland innan han kom till Israel 1948 och under många år var generaldirektör för det israeliska finansministeriet och Aryeh Eliav som var generalsekreterare för Arbetarpartiet tills han bröt med den dåvarande premiärministern Golda Meir i frågan om huruvida en palestinska folket existerade och hade nationella rättigheter. Tillsammans med ett par hundra andra kom de fram till att man måste öppna en dialog med palestinierna. De kom i kontakt med en grupp yngre fredsaktivister på gräsrotsnivå som hade varit aktiva mot ockupationen sedan 1967. Bron mellan de två grupperna var Uri Avnery, en välkänd journalist som varit ledamot i Knesset mellan 1965 och 1973, 

## Aktuellt arbete
För närvarande arbetar Gush Shalom bland annat med att skapa rättvisa för de palestinier på Västbanken som fått sin mark konfiskerad på grund av den israeliska separationsbarriären.

## Rörelsens webbplats
http://zope.gush-shalom.org/index_en.html